# كأس النرويج 1969
كأس النرويج 1969 (بالنرويجية: Norgesmesterskapet i fotball for menn 1969)‏ هو الموسم 64 من كأس النرويج. أشرف على تنظيمه اتحاد النرويج لكرة القدم، وفاز فيه نادي سترومسغودست لكرة القدم.